# ゆうや佑哉
ゆうや裕夜 （ゆうやゆうや、1982年12月8日 - ）は、日本のものまねタレント、歌手である。

## 経歴
1982年、兵庫県神戸市に生まれる。親が松任谷由実の大ファンであり、胎教の頃から彼女の歌を聴いていた。中学生の頃、初めて松任谷由実のライブを観に行く。
1998年、仁川学院高等学校に入学。松任谷由実が当時やっていたラジオ番組、「松任谷由実 サウンドアドベンチャー」に送った恋愛相談を読まれ、松任谷由実の、「9月の蝉しぐれ」をリクエスト。
2001年に神戸学院大学に進学後、ゲイバーで働き始めると「ユーミンタイム」ができ、ものまねを始める。
　
2010年、「ものまねグランプリ」の素人コーナーでテレビ初出演を果たす。
　
2011年、大阪府のものまねショーパブ「ものまねアラジン」に出演し、プロデビューを果たす。その後、数多くのものまね番組に出演し、松任谷由実、和田アキ子のものまねを中心にテレビでも活動を広げる。
2020年7月29日を以て、芸名を「玉木夕也」から「ゆうや佑哉」に改名。8月20日には公式ホームページを開設。同年、活動の拠点を大阪府の「ものまねアラジン」から東京都の「そっくり館キサラ」及び「リトモディブリブリブッスン」に移動。
2021年2月24日、「K~salut~ 」というタイトルのEPで歌手デビューを果たす。
2022年、テレビ東京の「ものまねのプロ１５２人がガチで選んだ本当に似てる！“歌ものまね”ランキング」に出演し、松任谷由実のものまねで最多の27票を獲得し、ものまねランキング第1位に選ばれる。
2022年12月25日を以て、芸名を「ゆうや佑哉」から「ゆうや裕夜」に改名。占い師に診てもらったところ、前者の文字では大凶だと言われたため。
2024年8月12日、芸能事務所｢AVILLA（アヴィラ）｣に所属。

## 作品

### デジタルシングル
- Moonlights(2021年2月24日)
- 季節は過ぎて(2021年2月24日)
- The Snowflake(2021年12月8日)
- Present(2021年12月8日)

### デジタルアルバム
- K ～Salut～(2021年2月24日)
- SNOWFLAKES(2021年12月8日)